# Emil Hammarlund
Emil Hammarlund, född 20 februari 1853 i Strövelstorps församling, Kristianstads län, död 9 februari 1910 i Saltsjöbaden, Nacka församling (folkbokförd i Adolf Fredriks församling, Stockholms stad), var en svensk folkskollärare och liberal politiker. Han var bror till industrimannen Henning Hammarlund.
Emil Hammarlund verkade som folkskollärare i Östra Ljungby, Kåseberga, Lund och Stockholm och var en av de främsta organisatörerna inom den tidiga svenska lärarrörelsen. Han var ordförande för Sveriges allmänna folkskollärarförening 1895–1906, ansvarig utgivare för Svensk läraretidning 1881–1906 och verkställande direktör vid Svensk läraretidnings förlagsaktiebolag 1897–1910. Dessutom var han utgivare av Barnbiblioteket Saga 1899–1909.
I riksdagen var Hammarlund ledamot för Stockholms stads valkrets av andra kammaren 1885–1887 och 1891–1908 samt av första kammaren från 1909. Han anslöt sig till den liberala Friesenska diskussionsklubben 1897 och kvarstod där till 1899; därefter tillhörde han Liberala samlingspartiet. Han var starkt engagerad främst i skolfrågor och var ledamot i bankoutskottet 1903–1905 och i statsutskottet 1906–1908.